# Göteborgstrakten
Göteborgstrakten var en lokal dagstidning i Göteborg med utgivning från 2 mars 1923 till 22 december 1970. Tidningen startade med två provnummer den 2 och 16 mars 1923. 
Tidningen titel var bara Göteborgstrakten till 1958. I samband med ny edition fick den undertiteln Tidning för Göteborgs förorter men sedan varierade undertitlarna mycket. Orden modern-populär och opolitisk var vanliga. Tidningens avslutande år återgick man till bara Göteborgstrakten. Editionen blev Kungälvs-Posten. Det är en dagstidning som startades som en bilaga till tidningen Göteborgstrakten. Tidningen var edition till denna tidning utgiven i Mölndal till 1970 då Göteborstrakten lades ner. Fullständiga titeln var i starten Kungälvs-posten / Tidning för Kungälv och inlandsbygden.

## Redaktion
| 1923-03-05--1932-12-15 | Hansson, Johan Arvid                        |             |             |             |
| 1932-12-16--1934-01-21 | Lindgren, Nils Fredrik filosofie kandidaten |             |             |             |
| 1934-01-22--1950-04-13 | Hansson, Johan Arvid                        |             |             |             |
| 1950-04-14--1960-08-04 | Plühm, Axel R.                              |             |             |             |
| 1960-08-05--1963-04-24 | Pehrson, Sven J.                            |             |             |             |
| 1963-05-03--1964-06-17 | Kylén, Erik                                 | Kylén, Erik | Kylén, Erik | Kylén, Erik |
| 1964-06-18--1970-12-22 | Lisshammar, Jon-E                           |             |             |             |

| Period                 | Redaktör           | Kommentar        |
| ---------------------- | ------------------ | ---------------- |
| 1923-03-02--1951-08-31 | Hansson, J. A.     |                  |
| 1951-09-07--1960-07-29 | Malmström, Torsten |                  |
| 1960-08-05--1963-04-19 | Pehrson, Sven J    | Avled 1963-04-24 |
| 1964-09-24--1970-12-22 | Lisshammar, Jon-E  |                  |

Redaktionen fanns i Göteborg från 1923 till den 29 juli 1960 och sedan i Mölndal från den 5 augusti 1960 till 23 juli 1964 och därefter är redaktionsort okänt. Tidningen var opolitisk. Utgivningen var en dag i veckan torsdag eller fredag. Tidningen hade en edition till oktober 1958 till 1970. Tidningens historia skildras i ett jubileumsnummer 5 april 1963 då tidningen var 40 år.

## Tryckning
Tidningen tryckes med antikva och bara i svart men med dekorelement i färg från 28 april 1967 till december 1970. Satsytorna var först stora men de sista åren blev tidningen tabloid. Sidantalet var 4-8 det vill säga ett eller två dubbelvikta ark till 1946 sedan dubblades antalet sidor till 8-16 sidor. Priset för tidningen var lågt 1923 bara 3 kr från starten till årets slut, och hade sedan ett stabilt pris som bara hade ökat till 19 kr 1970. Upplaga var 1943 7000 exemplar den största kända. Upplagan sjönk till 4700 1950.  De flesta åren hade den en okänd upplaga.
| Period                 | Tryckeri                                              | Ort       | Kommentar |
| ---------------------- | ----------------------------------------------------- | --------- | --------- |
| 1923-03-02--1923-04-13 | Tidnings- och förlagsaktiebolaget Dagbladets tryckeri | Göteborg  |           |
| 1923-04-20--1933-01-27 | Göteborgs morgonposts förlagsaktiebolags tryckeri     | Göteborg  |           |
| 1933-02-03--1933-09-29 | Förlagsaktiebolaget G.M.-Postens tryckeri             | Göteborg  |           |
| 1933-10-06--1938-12-30 | Göteborgspostens tryckeri                             | Göteborg  |           |
| 1939-01-05--1940-01-05 | Örtenblads boktryckeri                                | Göteborg  |           |
| 1940-01-12--1944-02-18 | Göteborgspostens tryckeri                             | Göteborg  |           |
| 1944-02-25--1949-12-30 | Tryckeriaktiebolaget Framåt                           | Göteborg  |           |
| 1950-01-07--1950-01-13 | Tryckcentralen i Göteborg aktiebolag                  | Göteborg  |           |
| 1950-01-20--1960-12-02 | Göteborgs handelstidnings aktiebolags tryckeri        | Göteborg  |           |
| 1960-12-09--1960-12-09 | Skaraborgarens aktiebolags tryckeri                   | Falköping |           |
| 1960-12-16--1961-02-17 | Aktiebolag Skaraborgarens tryckeri                    | Falköping |           |
| 1961-02-24--1964-04-10 | Tryckeriaktiebolaget Framåt                           | Göteborg  |           |
| 1964-04-17--1964-04-24 | Aftonbladets tryckeri                                 | Göteborg  |           |
| 1964-04-30--1964-05-09 | ingen uppgift                                         |           |           |
| 1964-05-15--1964-05-29 | Göteborgs handelstidnings aktiebolags tryckeri        | Göteborg  |           |
| 1964-06-18--1969-02-14 | Aftonbladets tryckeri                                 | Göteborg  |           |
| 1969-02-21--1970-12-22 | Stockholms tidningsaktiebolag                         | Göteborg  |           |